# Campeonato Mundial de Luge de 1995
O Campeonato Mundial de Luge de 1995 foi a 28ª edição da competição e foi disputada entre os dias 4 e 5 de fevereiro em Lillehammer, Noruega. 

## Medalhistas
| Evento                                 | Ouro                                                                                            | Prata                                                                                        | Bronze                                                                                                |
| Individual masculino detalhes          | ITA Armin Zöggeler                                                                              | GER Georg Hackl                                                                              | AUT Markus Prock                                                                                      |
| Individual feminino detalhes           | GER Gabriele Kohlisch                                                                           | GER Susi Erdmann                                                                             | ITA Gerda Weissensteiner                                                                              |
| Duplas detalhes                        | GER Alemanha Stefan Krausse Jan Behrendt                                                        | USA Estados Unidos Chris Thorpe Gordy Sheer                                                  | ITA Itália Kurt Brugger Wilfried Huber                                                                |
| Revezamento misto por equipes detalhes | GER Alemanha Georg Hackl Jens Müller Gabriele Kohlisch Susi Erdmann Stefan Krausse Jan Behrendt | ITA Itália Arnold Huber Armin Zöggeler Natalie Obkircher Gerda Weissensteiner Wilfried Huber | AUT Áustria Markus Kleinheinz Markus Prock Angelika Neuner Doris Neuner Tobias Schiegl Markus Schiegl |

## Quadro de medalhas
| Ordem | País           |   |   |   |   |
| 1     | Alemanha       | 3 | 2 |   | 5 |
| 2     | Itália         | 1 | 1 | 2 | 4 |
| 3     | Estados Unidos |   | 1 |   | 1 |
| 4     | Áustria        |   |   | 2 | 2 |
| 5     | Noruega        |   |   |   | 0 |